# Clemente Rodríguez
Clemente Juan Rodríguez (ur. 31 lipca 1981 w Buenos Aires) – argentyński piłkarz występujący na pozycji obrońcy. Od 2015 gra w CA Colón.